# 貫井清憲
貫井 清憲（ぬくい きよのり、1892年〈明治25年〉4月28日 - 1984年〈昭和59年〉8月3日）は、日本の実業家、政治家。衆議院議員、埼玉県児玉郡若泉村長、同阿久原村長、同神泉村長。

## 経歴
埼玉県児玉郡若泉村（のち阿久原村を経て神泉村、現:児玉郡神川町）で生まれる。1910年（明治43年）、群馬県立富岡中学校を卒業。
実業家としては1920年（大正9年）から9年間鬼石銀行（現・群馬銀行）取締役を、1922年（大正11年）から18年間上武自動車社長を、1933年（昭和8年）から8年間児玉郡乾繭組合長をそれぞれ務めた。また、1943年（昭和18年）に上信電鉄取締役に、1951年（昭和26年）に武蔵野銀行取締役にそれぞれ就任した。そのほか、埼玉県森林組合連合会常務理事、若泉村酪農組合長、埼玉酪農業協同組合顧問、埼玉県緬羊協会長、鬼石製材社長、若泉製材工業会社取締役社長、埼玉県農業委員などを務めた。
政界では、1922年から1947年（昭和22年）まで若泉村会議員を6期務めた。1929年（昭和4年）から公職追放の1946年（昭和21年）まで同村長を5期務めた。1932年（昭和7年）に児玉郡選挙区から立憲政友会所属で埼玉県会議員に当選した。同年1月から1940年（昭和15年）1月まで2期務めた。同年の選挙にも立候補したが、次点で落選した。1952年（昭和27年）10月、第25回衆議院議員総選挙で旧埼玉3区に自由党所属で出馬して当選し、衆議院議員を1期務めた。1953年（昭和28年）の第26回衆議院議員総選挙にも立候補したが、落選した。その後、同年から阿久原村長となり、1954年（昭和29年）に市町村合併で成立した神泉村長となった。1982年（昭和57年）6月24日に引退を表明した。村長は7期務めた。

## 親族
- 子 - 貫井清英（神泉村長）[9]
- 甥 - 富田敏（1910年4月5日 - 1963年〈昭和38年〉1月11日、埼玉県議会議員）[10]